# Харківський автомобільний завод
Державне підприємство «Харківський автомобільний завод» — українське авторемонтне підприємство в м. Харкові. Завод є військовою частиною в/ч А0910 Міністерства оборони України. Виконує капітальні ремонти та переобладнання автомобільної та спеціальної техніки для потреб Міністерства оборони України. Також підприємство відоме, як виробник автобусів і цивільної спецтехніки.

## Історія заводу
Завод був створений в 1944 році для промислового ремонту гусеничної техніки, тракторів і двигунів для армії. 
З 1970 років, підприємство відоме під номерною назвою Харківський автомобільний ремонтний завод № 126 МО СРСР.
Нині — Державне підприємство Міністерства оборони України Харківський автомобільний ремонтний завод, в/ч А0910.
Завод освоїв капітальний ремонт автомобілів ГАЗ-66, ЗІЛ-131, КрАЗ-255В, КрАЗ-256Б1, КрАЗ-6510, МАЗ-537, МАЗ-543, Урал-375, Урал-4320, автокранів КС-2573, швидкохідних траншейних машин БТМ−3, шляхопрокладачів БАТ-М, двигунів сімейств ЯМЗ, ЯАЗ, Д12, В-2, В-46.
У 90-х роках, у зв'язку із різким скороченням оборонних замовлень підприємство приступило до випуску цивільної продукції.
Колективом заводу освоєно капітальний ремонт та модернізацію тракторів Т-150 і Т-150К, перемоторювання і переобладнання автомобілів, тракторів і автобусів, капітальний ремонт конверсійних транспортних машин ХТЗ-3Н і МТ-ЛБ, розроблено і поставлено на виробництво трелювальні машини 150ТЛ на базі трактора Т−150К і ТМ-96 на базі тягача АТС-59Г, спеціальну гусеничну машину СХМ-59Г на базі тягача АТС-59Г, транспортні гусеничні машини ТГМ-126, ТГМ-126-1, ТГМ-126-2 на шасі МТ-ЛБ, 2С1 і МТ-ЛБу, спецтехніку на базі ХТЗ-26н. 
У 1995 році, в рамках державної програми конверсії оборонних підприємств на Харківському авторемонтному заводі № 126 Міністерства оборони України було вирішено освоїти випуск автобусів великої місткості. Завод розпочав випуск автобуса ХАРЗ-5259, розробленого фахівцями львівського НДІ Укравтобуспром. Автобус продавався мляво, і його виробництво було припинено.
З 2006 року, завод розпочав випуск іншого автобуса великої місткості — Скіф-5204 розробки УТК «Скіф», який також продавався в невеликих кількостях. 
З 2008 року, в переліку продукції Харківського авторемонтного заводу з'явився автобус ТУР А-061, на базі агрегатів Mercedes-Benz 508D, розроблений львівським ВАТ Укравтобуспром.
На початку серпня 2021 року, Харківський автомобільний завод отримав контракт на 24 мільйони гривень згідно якого підприємство  зобов'язалося відремонтувати до 30 листопада цього року 20 тягачів МАЗ-537.

## Продукція
- капітальний ремонт та модернізація автомобільної техніки;
- капітальний ремонт та модернізація тракторної техніки;
- капітальний ремонт та модернізація спецтехніки;
- капітальний ремонт дизельних двигунів;
- трелювальна машина 150ТЛ (Фото);
- трелювальна машина ТМ-96 (Фото);
- транспортна гусенична машина ТГМ-126 (Фото);
- транспортна гусенична машина ТГМ-126-1 (Фото);
- транспортна гусенична машина ТГМ-126-2 (Фото);
- спеціальна гусенична машина СХМ-59Г (Фото);
- спецтехніка на базі ХТЗ-26Н (Фото[недоступне посилання з травня 2019]);
- автобус ХАРЗ-5259 «Харків'янин» (Фото);
- автобус Скіф-5204 (Фото);
- автобус ТУР А-061 (Фото[недоступне посилання з травня 2019]).

Сфера діяльності:
- ремонт гусеничних бронетранспортерів-тягачів і гусеничних машин спеціального призначення;
- ремонт колісних вантажівок і тягачів, тракторів, автобусів (УРАЛ-4320, ГАЗ-66, ЗІЛ-131, КрАЗ-256Б1, КрАЗ-6510, МАЗ – 543, КрАЗ-255, МАЗ-537).
- ремонт двигунів (Д12А-525, серій ЯМЗ і ЯАЗ, В-2-450-АВ, В-46-4);
- виробництво товарів народного споживання, лиття із чавуну.

## Аналогічні підприємства
Львівський автомобільний ремонтний завод